# Leningradkollen
Der Leningradkollen (norwegisch; russisch Купол Ленинградский Kupol Leningradski, deutsch ‚Leningrad-Kuppel‘) ist ein Eisdom im Schelfeisgürtel der Prinzessin-Astrid-Küste des ostantarktischen Königin-Maud-Lands. Er ragt in der Leningradskiy Bay zwischen dem Lasarew-Schelfeis und dem Nivlisen auf.
Russische Wissenschaftler benannten ihn. Wissenschaftler des Norwegischen Polarinstituts übertrugen diese Benennung 1973 ins Norwegische.